# Chissay (grad)
Chissay (francosko Château de Chissay) je grad v mestu Chissay-en-Touraine, departma Loir-et-Cher, Francija. Sodi v sklop gradov v dolini reke Loare, ki so družno zaščiteni kot Unescova svetovna dediščina. 
Grad stoji na utrjeni ploščadi. Vhodno pročelje zaključujeta dva obla stolpa, od katerih večji izvira iz 11. stoletja, drugi pa so iz 16. in 17. Najstarejši izpričan graščak je Robert d'Isle iz 13. stoletja. V 15. stoletju je pripadal Bérradu, zakladniku Karla VII., potem pa je zamenjal še več lastniških družin. Zadnji lastnik je bil Étienne-François de Choiseul.